# Epilaeliopsis
× Epilaeliopsis, (abreviado Eplae) en el comercio, es un híbrido intergenérico entre los géneros de orquídeas Epidendrum x Laeliopsis.  